# Anas georgica georgica
Sous-espèce
Statut de conservation UICN

 LC  : Préoccupation mineure
Anas georgica georgica est la sous-espèce type du Canard à queue pointue (Anas georgica) qui appartient à la famille des Anatidae.
Elle a été décrite par James Cook en 1775 lors de son deuxième voyage en Géorgie du Sud-et-les îles Sandwich du Sud. 

## Distribution et habitat
Cet oiseau d'eau douce est endémique du Groupe de Géorgie du Sud — où on l'observe principalement le long du littoral Nord au climat plus favorable que le Sud —. Il est visiteur occasionnel des îles Sandwich du Sud.
Il vit parmi les rookeries et on l'observe dans les champs de tussack comme Poa flabellata, dans les zones humides et près des cours d'eau ainsi que sur les côtes.

## Description
Il n'existe pas de grand dimorphisme sexuel. Il mesure entre 45 et 65 cm de long. Le mâle pèse entre 610 et 660 g et la femelle entre 460 et 610 g. Il est omnivore.

## Population
On estime sa population à 1 000 couples en 2005. Ce canard qui vit dans un des milieux les plus hostiles au monde a été longtemps menacé d'extinction par une invasion de rats introduits par les navires d'explorateurs ou ceux des baleiniers. À la suite d'une campagne de dératisation de grande envergure à partir de 2011, les rats aujourd'hui ne sont plus une menace pour la faune endémique de la Géorgie du Sud. 